# RAINBOW (福原美穂のアルバム)
『RAINBOW』（レインボー）は、福原美穂の1作目のアルバム。2009年1月28日発売。

## 収録曲

### CD
1. CHANGE
  - 作詞：福原美穂／作曲：福原美穂、2 SOUL／編曲：2 SOUL
2. ANYMORE
  - 作詞：福原美穂／作曲：福原美穂、2 SOUL／編曲：2 SOUL
3. Lose Control
  - 作詞：福原美穂／作曲：福原美穂、2 SOUL／編曲：2 SOUL
4. 雪の光
  - 作詞：福原美穂／作曲：福原美穂、山口寛雄／編曲：皆川真人
5. Everybody Needs Someone
  - 作詞：福原美穂、mavie／作曲・編曲：Nina Woodford、Fraser T. Smith
6. ON TOP OF THE WORLD
  - 作詞・作曲・編曲：サンディ・トム、Simon Perry、David Thomas
7. ひまわり
  - 作詞：福原美穂／作曲：福原美穂、山口寛雄／編曲：皆川真人
8. LOVE 〜winter song〜(album version)
  - 作詞：福原美穂／作曲：福原美穂、安原兵衛／編曲：安原兵衛
9. Getting There
  - 作詞：福原美穂／作曲：Fromm、DeNicola、Malconey／編曲：皆川真人
10. ドリーマー
  - 作詞・作曲：香那／編曲：皆川真人
11. ICE & FIRE
  - 作詞：福原美穂、mavie／作曲：コリーヌ・ベイリー・レイ＆Yo Yo／編曲：Corinne Bailey Rae＆Yo Yo、皆川真人
12. 優しい赤
  - 作詞：福原美穂／作曲：川村結花／編曲：安原兵衛

### DVD
1. MUSIC CLIPS
  - CHANGE
  - ひまわり
  - 優しい赤
  - LOVE〜winter song〜
  - 雪の光
2. SPECIAL MOVIE
  - ショートフィルム「優しい赤」

## 演奏
- 2 SOUL：All Instruments (#1)
- 小堀ケネス
  - 　Synthesizer (#1.2.3)
  - 　Strings (#1)
  - 　Keyboards (#2.3)
  - 　Background Vocals (#2)
  - 　Saxophone (#3)
- Aaron "AB" Berinfanti
  - 　Drums, Percussions, Drum Programming (#1.2.3)
  - 　Guitar Programming, Dog Bark (#3)
- David Burnett：Live Bass (#1)
- Wilson Montuori：Guitars (#1)
- James Spears：Acoustic Piano (#1)
- 石崎光：Electric Guitar, Acoustic Guitar (#4)
- 山口寛雄：Bass (#4.5.12)
- 國分建臣：Drums (#4)
- 皆川真人
  - 　Piano, Programming (#4.7)
  - 　Other Instruments (#7)
  - 　Organ, Wurlitzer (#9)
  - 　Rhodes (#10)
  - 　Additional Tracks & Sound Produce (#11)
  - 　Electric Piano (#12)
- 金原千恵子ストリングス：Strings (#4)
- 西川進
  - 　Electric Guitar (#7)
  - 　Acoustic Guitar (#7.10)
- 高間有一：Bass (#7.8)
- 河村“カースケ”智康：Drums (#7)
- 四家卯大：Strings Arrangement (#7.12)
- 四家卯大ストリングス：Strings (#7.12)
- 二宮英樹：All Vocals & Choir Arrangement (#8)
- 弥吉淳二：Acoustic Guitar (#8)
- 平井直樹：Drums (#8)
- 安原兵衛
  - 　Programming & All Other Instruments (#8.12)
  - 　Additional Guitars (#12)
- 大坪稔明：Bells, Percussions, Horn Arrangement (#8)
- 本田雅人：Baritone Sax, Alto Sax (#8)
- 吉田治：Tenor Sax (#8)
- Brenda Vaughn, Argie Phine-Martin, Glynis Martin, 福原美穂：Choir (#8)
- 長井ちえ：Electric Guitar, Acoustic Guitar (#9)
- TOKIE：Bass (#9)
- あらきゆうこ：Drums (#9)
- 清水ひろたか：Electric Guitar (#10)
- Kaoru Yamaguchi：Bass (#10)
- 朝倉真司：Percussions (#10)
- 山本拓夫：Flute (#10)
- コリーヌ・ベイリー・レイ＆Yo Yo：Original Tracks (#11)
- 石成正人：Electric Guitar & Acoustic Guitar (#12)
- 玉田豊夢：Drums (#12)

## タイアップ
- 江崎グリコ「ポッキーチョコレート」スペースシャワーTVバージョンCMソング（M-1）
- 花王「アジエンス」CMソング（M-4）
- TBS系ドラマ「SCANDAL」主題歌（M-8）
- au KDDI「LISMO」CMソング（M-12）